# San Pedro (Antofagasta)
Pour les articles homonymes, voir San Pedro.
Le San Pedro est un stratovolcan composite du Chili situé au centre nord du désert d'Atacama, à proximité de la frontière avec la Bolivie.